# Sam Walton
Samuel Moore Walton (ur. 29 marca 1918 w Kingfisher, zm. 5 kwietnia 1992 w Little Rock) – założyciel dwóch amerykańskich sieci sprzedaży detalicznej, Walmart i Sam’s Club. Był głową rodziny Waltonów i źródłem ich potęgi (najbogatszej rodziny na świecie).

## Życiorys
Był pierwszym synem bankiera Thomasa Waltona i jego żony Nancy Lee. W młodości jego rodzina przeprowadziła się do Missouri, gdzie dorastał. W szkole był wyróżniającym się uczniem i dobrym sportowcem. Podczas ceremonii zakończenia Hickman High School w Columbii jego koledzy określili go mianem ,,najbardziej wszechstronnego" ('the most versatile boy'). Następnie został studentem Uniwersytetu Missouri w Columbii, który ukończył z tytułem bakałarza ekonomii. 
Zaraz po studiach zatrudnił się w firmie 'J.C.Penney Company'. Podczas II wojny światowej służył w wywiadzie armii USA. Po zakończeniu konfliktu wziął pożyczkę w wysokości 25000 dolarów od swojego teścia na założenie swojego pierwszego sklepu, będącego franczyzą sklepu 'Ben Franklin'; sklep znajdował się w Newport (Arkansas). W mniej niż 20 lat, pracując wespół ze swoim bratem, został właścicielem 15 sklepów 'Ben Franklin', jednak ignorowanie przez centralę pomysłów Waltona dotyczących ekspansji na tereny wiejskie sprawiło, że Sam postanowił otworzyć własną sieć. W 1962 w Rogers (Arkansas) Walton otworzył pierwszy sklep sieci Walmart. Szybko zyskała ona popularność, w 1991 roku została największą siecią sklepów detalicznych w kraju, a w 2010 roku na świecie. 
Walton był często krytykowany za surowość wobec podwładnych, gdy prowadzone przez nich sklepy nie osiągały zadowalających dochodów, oraz za nadmierną ekspansywność jego sieci, z którą przegrywały lokalne przedsiębiorstwa. Sam żył jednak niezbyt wystawnie, od 1959 roku mieszkając w tym samym domu w Bentonville wraz ze swoją żoną Helen, z którą ożenił się w 1943, i z którą miał czwórkę dzieci: S. Robsona, Johna, Jamesa i Alice. Z wyboru jeździł czerwonym Fordem pick-upem, model 1985. Kiedy w 1985 roku magazyn Forbes nazwał go najbogatszym człowiekiem w USA, Walton był bardzo zirytowany mówiąc: “Całe to zamieszanie z czyjąś wartością netto jest po prostu głupie i uczyniło moje życie o wiele bardziej trudnym i złożonym” (“All that hullabaloo about somebody’s net worth is just stupid, and it’s made my life a lot more complex and difficult,”).
W ostatnich latach życia Walton zmagał się jednocześnie z białaczką i szpiczakiem mnogim. Zmarł na to drugie schorzenie w szpitalu uniwersyteckim University of Arkansas for Medical Sciences w Little Rock. Miesiąc przed śmiercią został odznaczony przez prezydenta George'a H.W. Busha Prezydenckim Medalem Wolności. 
Przedsiębiorstwa założone przez Waltona obecnie są częścią koncernu Wal-Mart Stores, Inc., największej korporacji na świecie osiągającej roczne przychody na poziomie ponad 300 mld USD.